# Klekání

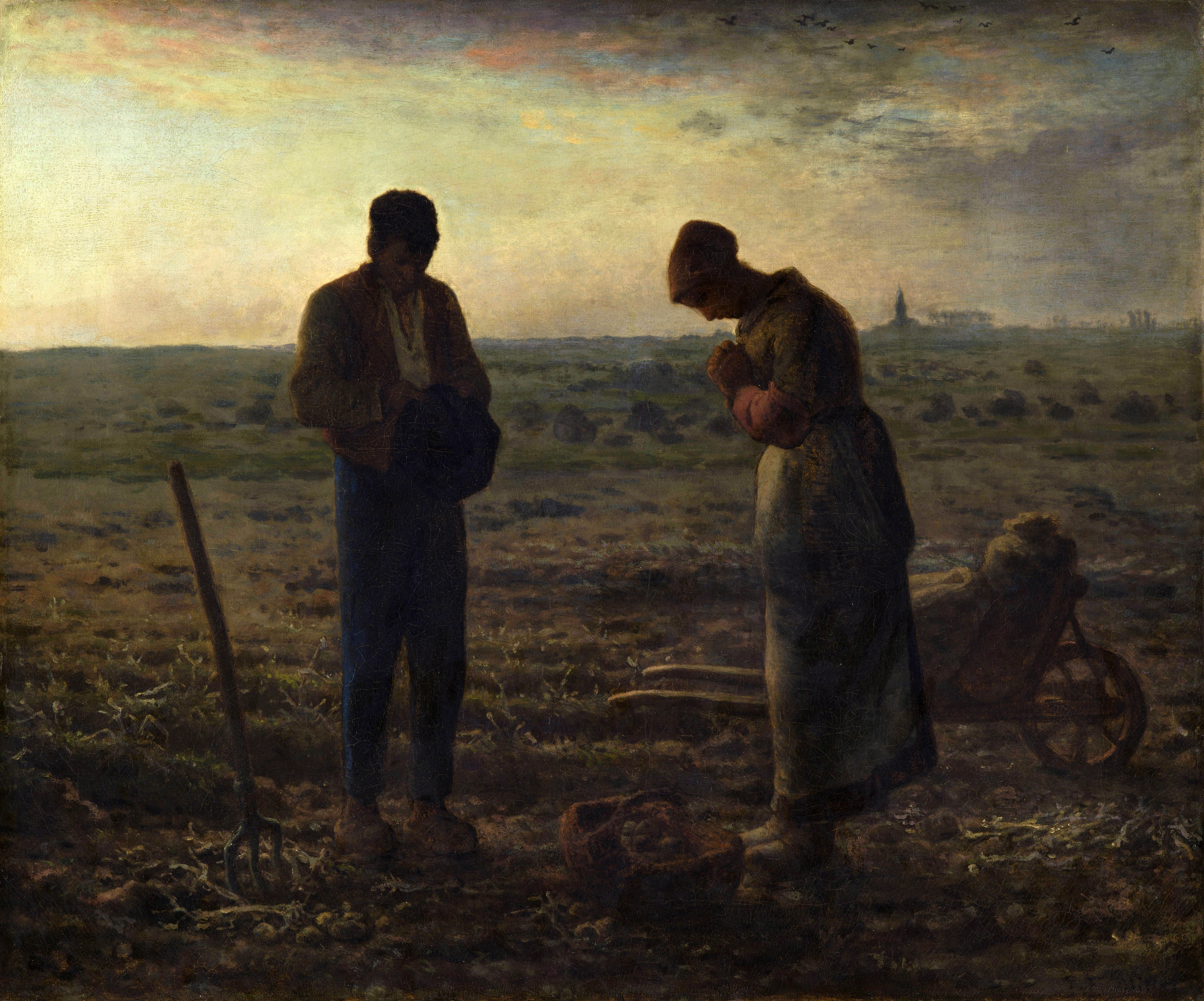
Jean-François Millet: Modlitba Anděl Páně (1857–1859)

Klekání je zvonění, které se opakovalo každý den třikrát – za úsvitu, v poledne a večer. Lidé měli při zvuku zvonu zanechat práce, pokleknout a modlit se modlitbu Anděl Páně. Tradičně se klekání zvoní po dobu trvání této modlitby, tedy zhruba dvě a půl minuty, a protože modlitba Anděl Páně sestává ze tří biblických veršů, někdy se klekání zvoní s dvojím přerušením. V době, kdy ještě nebylo rozšířené nošení hodinek, sloužilo také k určování času. Za ranního klekání vstávali, při poledním obědvali a u večerního posílali své děti spát. Starší děti večerní klekání upozorňovalo, že se mají vrátit domů. Opozdilce mohla podle pověstí v poledne odvléct polednice a večer pak klekánice. V některých obcích se tradice stále dodržuje.